# Johann Georg von Ponickau (Amtshauptmann)
Johann Georg von Ponickau (* 12. September 1542; † 7. Dezember 1613) war ein kurfürstlich-sächsischer Geheimer Rat und Amtshauptmann und nach dem Tod von Kurfürst Christian I. von Sachsen 1591 Hof- und Stallmeister am Dresdner Hof.

## Leben
Er stammte aus dem Adelsgeschlecht von Ponickau und wurde Besitzer des Rittergutes Pomßen. 1561 wurde er Kammerjunker und 1568 erstmals als Amtshauptmann in Torgau, Schlieben, Liebenwerda und Mühlberg eingesetzt.
Ponickau war 1586 und 1591 Amtshauptmann im Amt Eilenburg des Leipziger Kreises.
Er starb 1613 ohne Hinterlassung von Kindern.